# Mauvezin-de-Prat
Mauvezin-de-Prat ist eine französische Gemeinde mit 99 Einwohnern (Stand 1. Januar 2022) im Département Ariège in der Region Okzitanien. Sie gehört zum Kanton Portes du Couserans und zum Arrondissement Saint-Girons.
Nachbargemeinden sind Castagnède im Norden, Prat-Bonrepaux im Nordosten, Cazavet im Südosten, Balaguères im Süden, Urau im Südwesten und Saleich im Westen.

## Bevölkerungsentwicklung
| Jahr                       | 1962 | 1968 | 1975 | 1982 | 1990 | 1999 | 2008 | 2015 |
| -------------------------- | ---- | ---- | ---- | ---- | ---- | ---- | ---- | ---- |
| Einwohner                  | 78   | 66   | 57   | 50   | 52   | 68   | 81   | 98   |
| Quellen: Cassini und INSEE |      |      |      |      |      |      |      |      |